# Periodo di interdizione
Con periodo di interdizione nel diritto del lavoro tedesco si intende il lasso di tempo per il quale la richiesta di prestazioni da parte del patronato (sussidio di disoccupazione) viene esclusa per atteggiamenti contrari all'assicurazione. La durata del periodo di interdizione varia da una settimana (in caso di omissione di comunicazione) fino a dodici settimane. È regolata nel Codice del lavoro. 
Il lavoratore può incorrere nel periodo di interdizione in particolare se egli stesso ha interrotto il rapporto di lavoro (contratto di soppressione), contratto di scioglimento, licenziamento del lavoratore) o se con il suo comportamento ha dato adito alla terminazione del contratto di lavoro (licenziamento per cattiva condotta). 
I periodi di interdizione vengono presi in considerazione anche se chi cerca lavoro si rifiuta di aderire ai provvedimenti di inserimento nel lavoro o se rifiuta offerte di lavoro congrue.